# Девід Джеймс (футболіст)
Де́від Бе́нджамін Джеймс (англ. David Benjamin James; нар. 1 серпня 1970 року, Велвін Ґарден Сіті, Англія) — колишній англійський футболіст, воротар. Відомий, зокрема, виступами за «Ліверпуль», «Вест Гем Юнайтед», «Манчестер Сіті», «Портсмут», а також національну збірну Англії.

## Клубна кар'єра

### «Вотфорд»
Джеймс підписав непрофесіональний контракт з «Вотфордом» одразу після школи, вперше був викликаний до команди 1989 року. З командою він виграв молодіжний кубок Англії. У лізі Девід дебютував 25 серпня 1990 року в матчі проти «Міллволла». Після цього футболіста викликали до молодіжної збірної Англії.
Всього за «Вотфорд» зіграв 89 матчів. У сезоні 1990—1991 клубом його було названо гравцем сезону, коли він у всіх 46 матчах Другого дивізіону не пропустив жодного голу, що врятувало команду від вильоту у нижчий дивізіон. 2008 року його було включено до стіни слави клубу.

### «Ліверпуль»
6 липня 1992 року за 1 мільйон 250 тисяч фунтів стерлінгів Джеймс перейшов до «Ліверпуля». 16 серпня він дебютував у матчі проти «Нотінгем Форест», який мерсісайдці програли 1-0. Після пропущених двадцяти голів у одинадцяти матчах першої половини сезону 1993—1994, основим воротарем команди став досвідчений Брюс Ґроббелар, але пізніше Девід знову почав грати.
Коли футболіст почав грати в комп'ютерні ігри, його концентрація погіршилась, що позначилось на якості його гри, за що його прозвали Нещасний Джеймс (англ. Calamity James).

### «Астон Вілла»
23 червня 1999 року після 277 ігор за «Ліверпуль» Джеймс був проданий в «Астон Віллу» за 1,8 мільйонів фунтів стерлінгів.
Джеймс дебютував за «Астон Віллу» 7 серпня 1999 року в переможному матчі з «Ньюкасл Юнайтед».

### «Вест Гем Юнайтед»
Після двох років та 85 матчів за «Астон Віллу» 1 липня 2001 року Девід перейшов до «Вест Гем Юнайтед» за три з половиною мільйонів фунтів стерлінгів, підписавши чотирирічний контракт.
За нову команду футболіст дебютував 24 листопада 2001 року в матчі проти «Тоттенгем Готспур». У сезоні 2002—2003 «Вест Гем» опустився у Чемпіоншип.

### «Манчестер Сіті»
14 січня 2004 року Джеймс повернувся до Прем'єр-ліги, підписавши контракт з «Манчестер Сіті». 17 січня відбувся його дебют у матчі з «Блекберн Роверс». «Сіті» виграли лише чотири з сімнадцяти з матчів, у двох з них Джеймс відбив пенальті від «Вулвергемптон Вондерерз» і «Лестер Сіті».

### «Портсмут»
10 серпня 2006 року Джеймс сказав, що він розійшовся з дружиною, і йому треба переїхати ближче до Лондона, де були його діти. Через два дні «Манчестер Сіті» повідомив, що перейде до «Портсмута».
14 лютого 2009 року Джеймс у матчі проти «Манчестер Сіті» вийшов 536-й матч у Прем'єр-лізі, побивши рекорд Ґарі Спіда.
22 квітня 2009 року сайт Times Online назвала Девіда одним з 15-ти найвизначніших футболістів в історії «Портсмута».

### «Бристоль Сіті»
30 липня 2010 року футболіст підписав однорічний контракт з клубом «Бристоль Сіті». За новий клуб Джеймс дебютував 7 серпня з поразки від Міллволла. 11 лютого 2011 року напередодні 850-ї появи в лізі Девід повідомив, що підписав контракт з клубом до червня 2012 року.

## Титули і досягнення
- Володар Кубка Футбольної ліги (1):

«Ліверпуль»: 1994-95
- Володар Кубка Англії (1):

«Портсмут»: 2007-08